# Межиричский сельский совет (Павлоградский район)
Межи́ричский се́льский сове́т (укр. Межиріцька сільська рада) — входит в состав
Павлоградского района
Днепропетровской области
Украины.
Административный центр сельского совета находится в 
с. Межирич.

## Населённые пункты совета
- с. Межирич
- с. Домаха
- с. Дачное
- пос. Новосёловское
- с. Оженковка
- с. Червоная Нива